# Бут, Антон Николаевич
Анто́н Никола́евич Бут (род. 3 июля 1980, Харьков) — российский хоккеист, левый крайний нападающий. Ныне тренер ярославского «Локомотива». Является отцом хоккеиста Даниила Бута.

## Биография
Воспитанник ярославского «Локомотива». На драфте НХЛ 1998 года выбран клубом «Нью-Джерси Девилз» под общим номером 119. Участник чемпионата мира 2001. Двукратный чемпион России (2002, 2003) в составе клуба «Локомотив». Серебряный призёр молодёжного чемпионата мира в составе сборной России до 20 лет в 2000 году.
В составе СКА обладатель Кубка Шпенглера 2010 года.
2 апреля 2013 года вернулся в «Локомотив»; 30 декабря 2013 года клуб расторг контракт с игроком.
В тренерском штабе «Локомотива» работает с марта 2023 года.
В Качестве Тренера Выиграл Кубок Гагарина 2025 в Составе Локомотива

## Личная жизнь
Отец хоккеиста Даниила Бута.

## Статистика
| Легенда | Легенда                    | Легенда | Легенда                   | Легенда | Легенда    |
| ------- | -------------------------- | ------- | ------------------------- | ------- | ---------- |
| И       | Количество проведённых игр | Штр     | Штрафное время            | +/−     | Плюс-минус |
| Г       | Голы                       | П       | Голевые передачи          | О       | Очки       |
| -       | Статистика неизвестна      | —       | Статистика не учитывалась |         |            |

### Клубная карьера
- a В этом сезоне в «Плей-офф» учитывается статистика игрока в Кубке Надежды.